# کورله
کورله (به آلمانی: Körle) یک شهر در آلمان است که در شوالم-ادر واقع شده‌است. کورله ۲٬۹۴۳ نفر جمعیت دارد.